# Pylopaguropsis garciai
Pylopaguropsis garciai is een tienpotigensoort uit de familie van de Paguridae. De wetenschappelijke naam van de soort is voor het eerst geldig gepubliceerd in 1989 door McLaughlin & Haig.